# Karl Schulz (SS-Mitglied)
Karl Paul Wilhelm Schulz (* 9. September 1902 in Eberswalde; † 8. Oktober 1984 in Mettmann) war ein deutscher SS-Hauptsturmführer und Leiter der Politischen Abteilung im KZ Mauthausen.

## Leben
Der gelernte Schlosser war bis 1939 bei der Kriminalpolizei Köln tätig, zuletzt im Rang eines Kriminalsekretärs. Seit 1933 war er förderndes Mitglied der SS. Am 1. Mai 1937 trat er der NSDAP bei. Im Jahre 1939 meldete er sich als SS-Obersturmführer freiwillig zum Dienst in dem KZ Mauthausen (SS-Nummer 400.037).
Am 1. September 1939 leitete Schulz die Politische Abteilung im KZ Mauthausen, die dort Aufgaben einer Außenstelle der Gestapo übernahm. Diese Abteilung hatte vier Aufgabenbereiche. Für die neuen Häftlinge war die Abteilung die erste Anlaufstelle, wo sie registriert und für das KZ eingeteilt wurden. Hier wurden sie auch einem Verhör unterzogen.
Die Politische Abteilung hatte auch die Aufgabe, eine Statistik des Lagers zu führen. Schließlich sollte sie auch die Aufgaben eines Standesamtes übernehmen. Schulz führte diese Abteilung mit 31 Angehörigen der SS und zwölf Frauen als Hilfskräfte aus der näheren Umgebung des Lagers. Er selber wohnte mit seiner Frau und seinem Sohn in der Nähe des Konzentrationslagers.
Als die Alliierten sich dem KZ Mauthausen genähert hatten, floh er in der Nacht vom 2. auf den 3. Mai 1945 mit seiner Geliebten Neugebauer, die im Lager als Stenotypistin arbeitete, in die Tschechoslowakei. Seine Familie ließ er zurück. Schulz tauschte seine Uniform aus und besorgte sich neue Personalpapiere auf den Namen Karl Müller. Anschließend ließ er sich wieder in Köln nieder.
Am 13. März 1956 wurde er wegen der Beschuldigung von Verbrechen im KZ Mauthausen erstmals verhaftet, wobei sein eigentlicher Nachname jetzt zu Schulze verändert war. Die Ermittlungen zogen sich sehr lange hin, so dass er aus der Untersuchungshaft entlassen werden musste. Im Jahre 1966 kam es zu einer Klageerhebung  (Az.: 124 KS 1/1966 (z) 40-9/66 LG) vor dem Landgericht Köln.
Schulz musste sich dort gemeinsam mit dem ehemaligen III. Schutzhaftlagerführer Anton Streitwieser für seine in Mauthausen begangenen Taten verantworten. Der Verfahrensgegenstand beinhaltete die Ermordung tausender KZ-Häftlinge durch Misshandlungen, Vergasung und Erschießung. Zudem waren die Angeklagten der Teilnahme an Selektion im Rahmen der Aktion 14f13 sowie der Tötung gefangener amerikanischer Fallschirmjäger im Steinbruch beschuldigt. Am 30. Oktober 1967 wurde das Urteil verkündet: Schulz erhielt 15 Jahre Haft wegen des gemeinschaftlichen versuchten Mordes in einem Fall sowie Beihilfe zum Mord in neun Fällen. Streitwieser wurde zu einer lebenslänglichen Freiheitsstrafe und zusätzlich sieben Jahren Haft aufgrund von gemeinschaftlichen Mord in drei Fällen sowie Körperverletzung mit Todesfolge in zwei Fällen verurteilt. Zudem wurden Streitwieser die Bürgerrechte auf Lebenszeit und jene von Schulz auf zehn Jahre aberkannt. Im Frühjahr 1968 wurde Schulz nach Verbüßung der Hälfte seiner Haft entlassen.